# 﨑元達郎
﨑元 達郎（さきもと たつろう、1945年 - ）は、日本の工学者、熊本大学名誉教授・名誉顧問。
専門は橋梁・構造工学、地震工学。熊本大学学長、熊本保健科学大学学長などを歴任した。

## 経歴
鹿児島県出水市出身。
1967年に大阪大学工学部構築工学科（土木コース）を卒業して、大学院工学研究科へ進学し、1973年に博士課程を単位取得退学して、熊本大学工学部講師となった。
1979年2月に、「Elasto-plastic finite displacement analysis of three dimensional structures and its application to design of steel arch bridges（三次元構造物の弾塑性有限変位解析とその鋼アーチ橋の設計への応用 ）」により、大阪大学から工学博士を取得して、同年6月に助教授に昇任し、同年9月にオハイオ州立大学客員助教授となった。1984年に教授と昇任した。
2002年に工学部長となり、さらに熊本大学学長（第11代）に就任、2004年には国立大学法人への移行に伴い国立大学法人熊本大学長（初代）となって、2009年まで在任した。2010年に放送大学熊本学習センター所長となり、その後、2015年から2019年まで熊本保健科学大学学長を務めた。

## おもな著書
- 構造力学 上、森北出版、1991年（第2版、2021年）
- 構造力学 下、森北出版、1993年（第2版、2021年）
- 基本を学ぶ構造力学:静定から不静定の初歩まで、森北出版、2012年 (新装版、2021年)